# Ivan Lenđer
Ivan Lenđer (in serbo Иван Ленђер?; Zrenjanin, 29 luglio 1990) è un nuotatore serbo, campione mondiale juniores della specialità farfalla nelle distanze 50 m e 100 m in carica.

## Palmarès
- Europei in vasca corta

Istanbul 2009: bronzo nei 100m farfalla.
- Giochi del Mediterraneo

Pescara 2009: oro nei 100m farfalla e argento nei 50m farfalla.
Mersin 2013: oro nei 50m farfalla e nei 100m farfalla.
Tarragona 2018: oro nella 4x100m sl, argento nella 4x200m sl e nella 4x100m misti.
- Mondiali giovanili

Rio de Janeiro 2006: oro nei 100m farfalla.
Monterrey 2008: argento nei 50m farfalla e nei 100m farfalla.
- Europei giovanili

Anversa 2007: oro nei 100m farfalla e argento nei 50m farfalla.
Belgrado 2008: oro nei 50m farfalla e nei 100m farfalla.

## Altri sport
- Wikimedia Commons contiene immagini o altri file su Ivan Lenđer